# Tumo Center for Creative Technologies

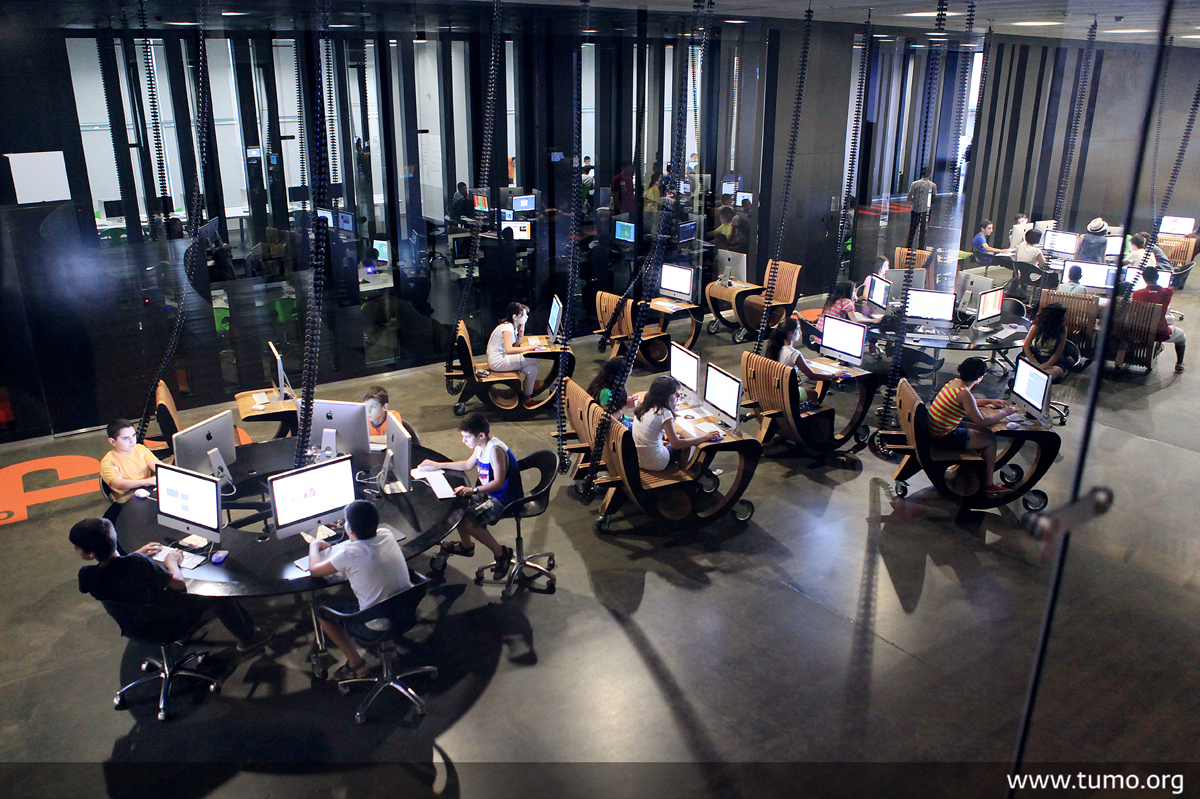
Utbildningslokal

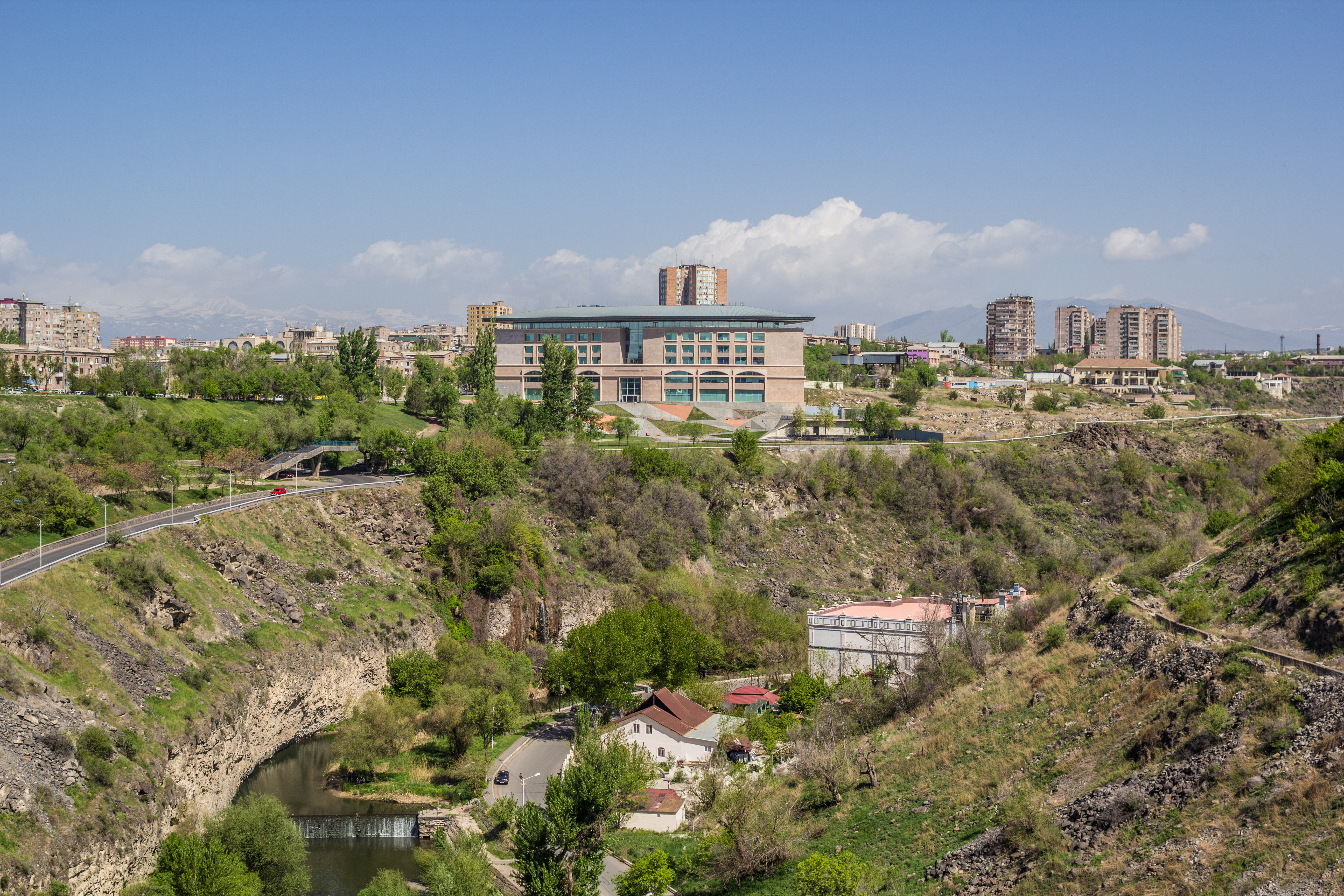
Tumo Center, längs floden Hrazdans ravin, vid Tumanjanparken

Tumo Center for Creative Technologies (armeniska: Թումո ստեղծարար տեխնոլոգիաների կենտրոն) är en privat utbildningsinstitution för digitala medier i Jerevan i Armenien. Skolan invigdes 2011 och har tonårselever i åldern 12–18 som lär sig att använda digitala hjälpmedel och arbeta i skärningspunkten mellan teknik och konst, en verksamhet som framför allt bedrivs efter skoltid.
Tumo Center for Creative Technologies är en icke-vinstgivande organisation, som grundades av Sam och Sylva Simonian och finansieras av Simonian Educational Foundation.

## Platser
Tumos huvudinstitut ligger i Tumanjanparken i distriktet Ajapnyak och har 6.000 kvadratmeter yta i två våningsplan i en nybyggd fastighet. Byggnadens övriga fyra våningsplan används för uthyrning till teknik- och medieföretag, som kan bli partners i utbildningsverksamheten. 
Institutet bedriver också verksamhet i Dilijan, Gyumri och Stepanakert. Det planerar också utvidga till Koghb (21019) och Masis.